# Szewce (województwo kujawsko-pomorskie)
Szewce – wieś w Polsce położona w województwie kujawsko-pomorskim, w powiecie radziejowskim, w gminie Piotrków Kujawski.

## Podział administracyjny
| SIMC    | Nazwa     | Rodzaj    |
| ------- | --------- | --------- |
| 0867727 | Marianowo | część wsi |

W latach 1975–1998 miejscowość położona była w województwie włocławskim. Wieś sołecka – zobacz jednostki pomocnicze gminy Piotrków Kujawski w BIP.

## Demografia
Według Narodowego Spisu Powszechnego (III 2011 r.) liczyła 308 mieszkańców. Jest czwartą co do wielkości miejscowością gminy Piotrków Kujawski.